# Michail Vasiljev
Michail Vasiljev, född 4 mars 1961 i Moskva, död 5 mars 2025, var en rysk handbollsspelare som tävlade för Sovjetunionen under sin aktiva karriär.
Han tog OS-guld i herrarnas turnering i samband med de olympiska handbollstävlingarna 1988 i Seoul.